# Badister meridionalis
Badister meridionalis es una especie de escarabajo de la familia Carabidae.

## Distribución geográfica
Se distribuye por el paleártico: Europa y el Magreb.